# Elīza Tīruma
Elīza Tīruma, née le 21 août 1990 à Sigulda, est une lugeuse lettonne. Elle a remporté la médaille de bronze du relais par équipes aux Jeux olympiques d'hiver de 2014, à Sotchi. Elle est la sœur de la lugeuse Maija Tīruma.
Elle est choisie comme porte-drapeau lors de la cérémonie d'ouverture des Jeux olympiques d'hiver de 2022.

## Palmarès

### Jeux olympiques d'hiver
- médaille de bronze par équipes en 2014.
- médaille de bronze par équipes en 2022.

### Championnats du monde
- Médaillée de bronze en relais par équipes lors du Championnats du monde 2013 à Whistler ( Canada)

### Championnats d'Europe
- Vice-championne d'Europe en relais par équipes lors du Championnats d'Europe 2014 à Sigulda ( Lettonie)
- Vice-championne d'Europe en relais par équipes lors du Championnats d'Europe 2015 à Sotchi ( Russie)